# Törpecickány
A törpecickány (Sorex minutus) az emlősök (Mammalia) osztályának Eulipotyphla rendjébe, ezen belül a cickányfélék (Soricidae) családjába és a vörösfogú cickányok (Soricinae) alcsaládjába tartozó faj.

## Előfordulása
Eurázsiában honos az Ibériai-félszigettől egészen a Bajkál-tóig. Európában a Brit-szigetektől egészen az Urálig általánosan megtalálható, elterjedésének határa északon átlépi a sarkkört. A Mediterráneumban inkább csak a hegyekben élnek szórványos, elszigetelt állományai. A Földközi-tenger szigeteiről hiányzik. Magyarországon országszerte megtalálható, gyakori cickányfaj.

## Megjelenése

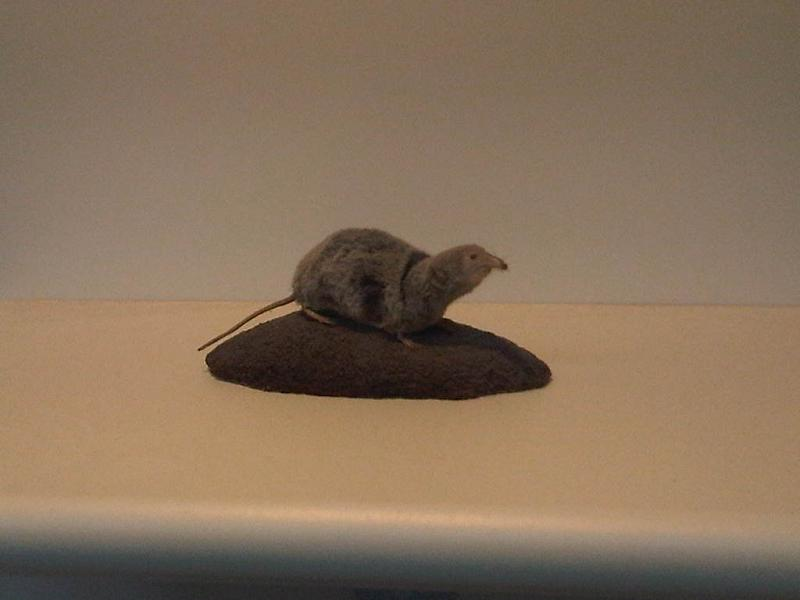
Kitömött példány a londoni Természettudományi Múzeumban

A törpecickány testhossza 4,3-6,4 centiméter, farokhossza 3,1-4,6 centiméter, magassága 0,9 - 1,2 centiméter, testtömege 2,5-7,5 gramm. Nagyon hasonlít az erdei cickányhoz, de egészében véve kisebb, világosabb és színezete gyakran szürkés; sosem háromszínű; farka általában hosszabb, és sűrűbb szőrzet borítja.

## Életmódja
A törpecickány leginkább a nedvesebb, üde rétek, sásosok lakója. Megtalálható lombos és vegyes erdőkben is, de a zárt erdőket kerüli, mert feltétlenül szüksége van a rejtekhelyet és hűvös-párás mikroklímát biztosító sűrű aljnövényzetre. Télen emberi települések közelébe húzódhat. Téli álmot nem alszik. Angliai vizsgálatok szerint a törpecickány télen aktív idejének mintegy 50 százalékát a gyepszint felett tölti, ezért könnyen eshet baglyok áldozatául. Egy élőhelyet foglal el az erdei cickánnyal, de míg az inkább az talajban vagy az avar alján lévő járataiban mozog, a törpecickány az avar felsőbb zónáiban túrja járatait. Mozgása élénkebb, mint az erdei cickányé, alapanyagcseréje még gyorsabb.
Különböző ízeltlábúakkal (bogarakkal, pókokkal, lepkékkel, illetve rovarlárvákkal) táplálkozik; megfigyelték már méhkaptárban is. Gilisztákat és csigákat viszont - más cickányoktól eltérően - nem eszik. Minimális mértékben növényi eredetű táplálékot is fogyaszt.
Legfőbb ellenségei a baglyok, azon belül is főleg a gyöngybagoly. A nappali ragadozók ritkábban vadásszák, de az ölyvek, fácánok, egyéb kis ragadozók is zsákmányolhatják.

## Szaporodása
Szaporodási időszaka áprilistól októberig tart. A törpecickány évente kétszer (melegebb térségekben háromszor), egyszerre 4-7 kölyköt ellik.

## Természetvédelmi helyzete
A törpecickány nagy elterjedési területe és viszonylagos gyakorisága miatt a Természetvédelmi Világszövetség Vörös listáján nem fenyegetett státusszal szerepel. Magyarországon védett, természetvédelmi értéke 25 000 Ft. Elsősorban a mezőgazdasági vegyszerezés okozta mérgezés és élőhelyének visszaszorulása fenyegetheti. Szerepel a berni konvenció III. függelékében is.